# كايل ماكليستر
كايل ماكليستر (بالإنجليزية: Kyle McAllister)‏ هو لاعب كرة قدم بريطاني في مركز الوسط، ولد في 21 يناير 1999 في اسكتلندا في المملكة المتحدة. لعب مع نادي سانت ميرين.

## وصلات خارجية
- كايل ماكليستر على موقع الاتحاد الأوربي (الإنجليزية)
- كايل ماكليستر على موقع الاتحاد الإسكتلندي (الإنجليزية)
- كايل ماكليستر على موقع قاعدة بيانات كرة القدم.إي يو (الإنجليزية)
- كايل ماكليستر على موقع Soccerbase.com (لاعب) (الإنجليزية)
- كايل ماكليستر على موقع Soccerway.com (الإنجليزية)